# Salva Nos
Salva Nos – pierwszy album zespołu Mediæval Bæbes, wydany w roku 1997.

## Opis albumu
W albumie znalazły się interpretacje średniowiecznych i tradycyjnych utworów. Krążek był najszybciej sprzedającą się debiutującą pozycją na liście wydawnictw klasycznych Virgin Records, zajął drugą pozycję na liście wydawnictw klasycznych w Wielkiej Brytanii i kilka tygodni po wydaniu – jako jedyny spośród albumów muzyki klasycznej – uzyskał status srebrnej płyty.
Zebrał także negatywne opinie. Krytycy zwrócili uwagę na to, że w większości członkinie zespołu nie mają warsztatu wokalnego, nie intonują w sposób czysty, kilka z nich nie zaczynało śpiewu od właściwego dźwięku, a w ich wymowie słychać akcent Cockney.
W roku 1998 Salva Nos został wydany w USA przez Nettwerk America.
Do debiutującego zespołu należało dwanaście wokalistek: Katharine Blake (liderka Mediæval Bæbes), Audrey Evans, Carmen Schneider, Clare Ravel, Cylindra Sapphire, Karen Lupton, Marie Findley, Nichole Sleet, Nicole Frobusch, Rachel Van Asch, Ruth Galloway i Teresa Casella.

## Lista utworów
Źródło
1. „Salve Virgo Virginum” – 1:43
2. „Now Springes the Spray” – 3:26
3. „Ah Si Mon Moine” – 2:18
4. „Adam Lay Ibounden” – 3:10
5. „Foweles in the Frith ” – 2:08
6. „So Treiben Wir Den Winter Aus” – 2:29
7. „The Coventry Carol” – 4:24
8. „Gaudete” – 2:17
9. „Adult Lullaby” – 2:44
10. „Veni, Veni” – 5:06
11. „Salva Nos” – 2:45
12. „Verbum Caro” – 2:34
13. „Lo, Here My Hert” – 1:41
14. „Binnorie O Binnorie” – 2:05
15. „This Ay Nicht” – 1:42
16. „Miri It Is” – 2:05